# روح (فیلم ۲۰۲۱)
روح (انگلیسی: The Soul) یک فیلم چینی-تایوانی نئونوآر، علمی تخیلی، معمایی و جنایی بر اساس رمانی از جیانگ بو به نام ییهون یوشو است.
کارگردانی فیلم به‌عهده چنگ وی-هاو بوده و بازیگرانی نظیر چانگ چن، جانین چانگ، سون آنکه و کریستوفر لی در آن حضور دارند.

## داستان فیلم
داستان این فیلم در یک کشور آسیای شرقی می‌گذرد و تحقیقات دربارهٔ قتل تاجری به نام وانگ شیکونگ را دنبال می‌کند.